# Molino y casa de Twaddell
Twaddell's Mill and House, también conocido como Great Bend of the Brandywine y Big Bend, es un complejo histórico de casas y molinos estadounidenses ubicado en Chadds Ford Township, condado de Delaware, Pensilvania.
La propiedad incluye la casa principal, los cimientos y parte de las paredes de un aserradero, un sótano, una casa de hielo y un manantial, y fue agregada al Registro Nacional de Lugares Históricos en 1973. 

## Historia y características arquitectónicas
Antes de que comenzara la ocupación por parte de los colonos cuáqueros, la tierra de Great Bend era la ubicación de la aldea Lenape conocida como Queonemysing (lugar del pez largo).La casa principal es una casa bancaria de dos pisos y medio a tres pisos y medio que fue construida con piedra. La casa es única porque fue construida entre 1810 y 1820, utilizando técnicas de construcción de mediados del siglo XVIII.